# شاگالالی
شاگالالی {{قزاقی|Shagalaly) یک رود در قزاقستان است که در استان قزاقستان شمالی واقع شده‌است.